# ОШ „Кориолан Добан” Куштиљ
Основна школа Кориолан Добан једна је од мањих основних школа у општини Вршац. Налази се у Куштиљу у улици Вршачка бб.

## Историјат
Писани документи о школи се појављују 1885. године када Вршац доноси одлуку о укидању румунске верске школе у Куштиљу и оснивању, уместо ње, државне школе на немачком језику чиме су се мештани противили јер су се описменили на румунском језику у цркви. Године 1882. се у селу отвара библиотека и започињу културне активности села. Одлука о отварању школе са осам разреда на румунском језику у селу се доноси 1911. године. Куштиљ је било прво село у Банату које је имало школу на румунском језику са осам разреда. Од 1948. године до данас у Куштиљу ради осмогодишња школа са румунским наставним језиком, од 1952. без прекида. Зграда школе је била поред цркве у центру села до 1982. године, а 1985. г. је на другој локацији изграђена нова школа која је модернија, монтажног типа са великом фискултурном салом. Школа има шест одељења од првог до осмог разреда са 73 ученика, као и издвојено одељење у Војводинцима са десет ученика. При школи раде и два одељења забавишта, једно у Куштиљу са тринаест полазника и одељење забавишта у Војводинцима са осам полазника.